# Kindži Nakagawa
Kindži Nakagawa (中川欽詞, Nakagawa Kindži) (* 10. března 1952, Jacuširo)  je japonský představitel školy Nakagawa rjú battódžucu (中川流抜刀術), která se především zabývá technikami bojového tasení battódžucu a kendžucu (technikami klasického bojového šermu).

## Život
Narodil ve městě Jacuširo v prefektuře Kumamoto. Jeho hlavním učitelem na cestě meče je Tokutomi Tasaburó (徳富太三郎), který byl vnukem legendárního Tokutomi Sohó (徳富蘇峰) (1863–1857), novináře a historika. Tokutomi sensei vedl školu šermu stylu Tojama rjú a jeho učitelem byl Morinaga Kijoši (森永).
V roce 2005 poprvé cestoval mimo Japonsko do Evropy, aby předvedl své techniky meče zahraničním zájemcům. Do Prahy přijel poprvé v roce 2008 na pozvání Bohumila Planky. Nakagawa sensei si Prahu oblíbil a od té doby ji pravidelně navštěvuje každý rok.  Pražský oddíl Kenšókan dódžó považuje za centrální honbu dódžó jeho školy. V roce 2011 založil organizaci Šidókai, za účelem prezentování tradiční japonské kultury v zahraničí. Od roku 2023 navštěvuje také Polsko, kde učí studenty technikám japonského šermu.